# Dicraeus staclekbergi
Dicraeus staclekbergi är en tvåvingeart som beskrevs av Nartshuk 1967. Dicraeus staclekbergi ingår i släktet Dicraeus och familjen fritflugor. Inga underarter finns listade i Catalogue of Life.